# Deivid Willian da Silva
Deivid Willian da Silva (Londrina, 18 gennaio 1989) è un ex calciatore brasiliano, di ruolo centrocampista.

## Caratteristiche tecniche
È un mediano.

## Carriera
Cresciuto nelle giovanili dell'Atlético Paranaense, ha esordito il 18 marzo 2010 in occasione di un match di Coppa del Brasile pareggiato 1-1 contro il Sampaio Corrêa.

## Statistiche

### Presenze e reti nei club
Statistiche aggiornate al 17 marzo 2018.
| Stagione        | Squadra             | Campionato      | Campionato | Campionato | Coppe nazionali | Coppe nazionali | Coppe nazionali | Coppe continentali | Coppe continentali | Coppe continentali | Altre coppe | Altre coppe | Altre coppe | Totale | Totale | Totale |
| Stagione        | Squadra             | Comp            | Pres       | Reti       | Comp            | Pres            | Reti            | Comp               | Pres               | Reti               | Comp        | Pres        | Reti        | Pres   | Reti   |        |
| --------------- | ------------------- | --------------- | ---------- | ---------- | --------------- | --------------- | --------------- | ------------------ | ------------------ | ------------------ | ----------- | ----------- | ----------- | ------ | ------ | ------ |
| 2010            | Atlético Paranaense | A1/PR+A         | 0+17       | 0          | CB              | 1               | 0               |                    | -                  | -                  |             | -           | -           | 18     | 0      |        |
| 2011            | Atlético Paranaense | A1/PR+A         | 6+34       | 0          | CB              | 4               | 0               |                    | -                  | -                  |             | -           | -           | 44     | 0      |        |
| 2012            | Atlético Paranaense | A1/PR+B         | 20+28      | 1+0        | CB              | 7               | 0               |                    | -                  | -                  |             | -           | -           | 55     | 1      |        |
| 2013            | Atlético Paranaense | A1/PR+A         | 0+19       | 0          | CB              | 9               | 0               |                    | -                  | -                  |             | -           | -           | 28     | 0      |        |
| 2014            | Atlético Paranaense | A1/PR+A         | 1+33       | 0          | CB              | 2               | 1               | CL                 | 5                  | 0                  |             | -           | -           | 39     | 1      |        |
| 2015            | Atlético Paranaense | A1/PR+A         | 8+13       | 0          | CB              | 4               | 0               | CS                 | 2                  | 0                  |             | -           | -           | 27     | 0      |        |
| 2016            | Atlético Paranaense | A1/PR+A         | 13+9       | 3+1        | CB              | 2               | 0               |                    | -                  | -                  | PL          | 4           | 0           | 28     | 4      |        |
| 2017            | Atlético Paranaense | A1/PR+A         | 3+6        | 0          | CB              | 1               | 0               | CL                 | 1                  | 0                  |             | -           | -           | 11     | 0      |        |
| 2018            | Atlético Paranaense | A1/PR+A         | 13+1       | 1+0        | CB              | 0               | 0               | CS                 | 0                  | 0                  |             | -           | -           | 14     | 1      |        |
| Totale carriera | Totale carriera     | Totale carriera | 224        | 6          |                 | 30              | 1               |                    | 8                  | 0                  |             | 4           | 0           | 266    | 7      |        |